# Barber Dodge Pro Series
Die Barber Dodge Pro Series, auch Barber Pro Series (engl.) genannt war eine zwischen 1986 und 2003 ausgetragene Rennserie für Monoposti. Sie wurde nicht von Amateuren, sondern bezahlten Fahrern gefahren. Die Autos unterlagen einem einheitlichen Reglement und können als Markenformel betrachtet werden. Hauptsächlich wurden Straßenkurse befahren, aber auch einige Ovalkurse. Initiiert wurde die Serie von dem ehemaligen Formel-1-Fahrer und Rennschulenbetreiber Skip Barber. Abhängig vom Motorenlieferant hieß die Serie bei Einführung „Barber Saab Pro Series“ und wurde später umbenannt. Wegen Unstimmigkeiten innerhalb des Verbandes „Championship Auto Racing Teams“ wurde die Serie 2004 nicht fortgeführt.

## Technik
In einem Rohrrahmen-Chassis aus Duraluminium von Mondiale arbeitete anfangs ein Saab-H-Motor (Vierzylinder-Reihenmotor mit 16 Ventilen) mit Turbolader und knapp 2 Liter Hubraum. Dieser hatte 225 Amerikanische SAE-PS. 1995 wurde dieser durch einen 240 hp 3.2l Dodge-V6-Motor ersetzt und der Name der Serie geändert. Die Entwicklung des Motors brachte später Leistungen bis 265 hp.
1998 wurde das Rohrrahmen-Chassis durch ein Monocoque von Reynard abgelöst.
1986 und 1987 fuhren die Autos auf Straßenreifen; ab 1988 waren Slicks erlaubt.

## Fahrer
- A. J. Allmendinger
- Marco Andretti
- Townsend Bell
- Tim Bergmeister
- Milka Duno
- Salvador Durán
- Philip Giebler
- Derek Hill
- Ryan Hunter-Reay
- Juan Pablo Montoya
- Nelson Philippe
- Jeff Simmons
- Alexandre Sperafico